# 나란한조
음악에서 나란한조는 동일한 조표를 사용하는 장음계와 단음계의 관계를 뜻한다. 관계조(relative key)라는 용어를 더 표준적으로 사용하며, 장조의 입장에서 나란한조 관계 있는 단조를 관계 단조, 단조의 입장에서 나란한조 관계에 있는 장조를 관계 장조라고 부른다. 즉, 특정 장조의 나란한조인 단조 또는 단조의 나란한조인 장조는 조표는 같지만 으뜸음이 다른 조성이다.
예를 들어, 바장조와 라단조는 모두 조표의 B♭에 내림표가 한 개 있다. 따라서 라단조는 바장조의 나란한조인 단조이고, 반대로 바장조는 라단조의 나란한조인 장조다. 상대 단조의 으뜸음은 장음계의 버금가온음이고, 상대 장조의 토닉은 단음계의 가온음이다. 단조는 상대 장조보다 세 반음 아래에서 시작된다. 예를 들어, 가단조는 다장조보다 세 반음 낮다.

장조 및 단조를 표시하는 오도권

나란한조 관계는 오도권을 통해 시각화될 수 있다.
브라우저에서 소리 재생을 지원하지 않습니다. 오디오 파일을 다운로드할 수 있습니다.

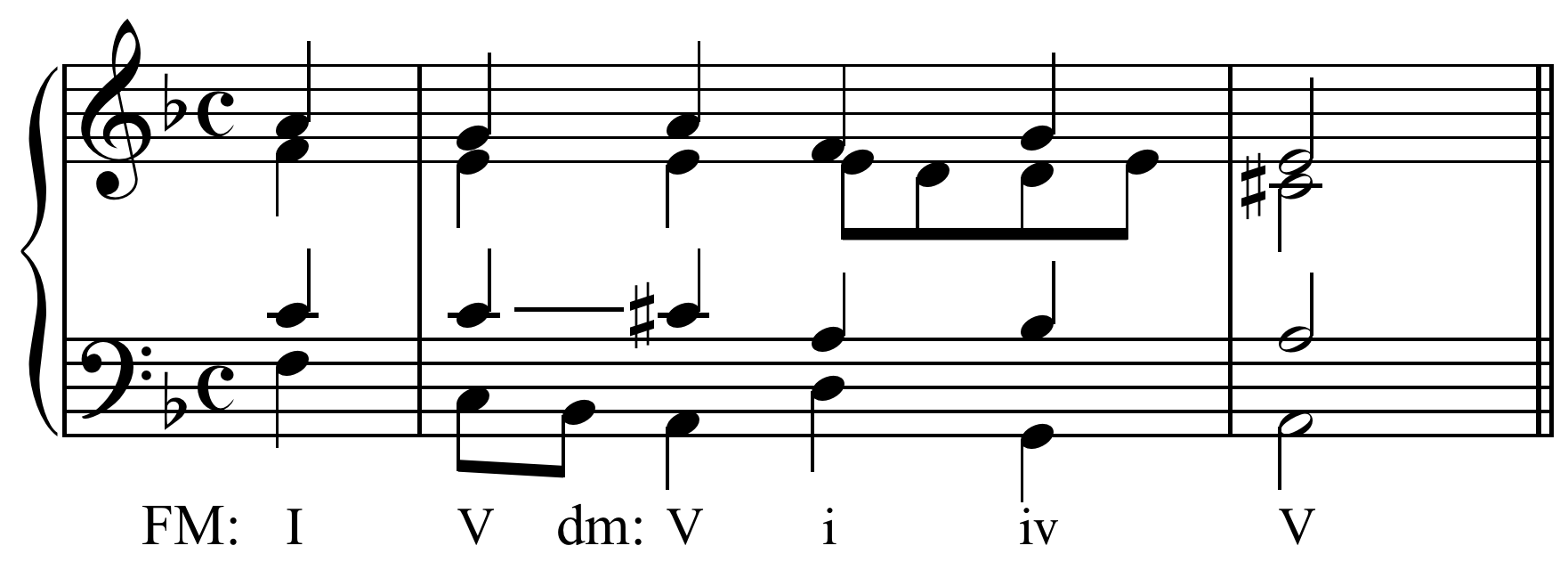
바흐의 Du Grosser Schmerzensmann, BWV 300, m의 반음계 변조. 5-6(반 케이던스 로, PAC로)은 두 번째와 세 번째 코드 사이에서 C♮에서 C♯ 로의 굴절을 통해 FM에서 상대 마이너 dm으로 전환된다. 이 변조에는 조표 변경이 필요하지 않다.

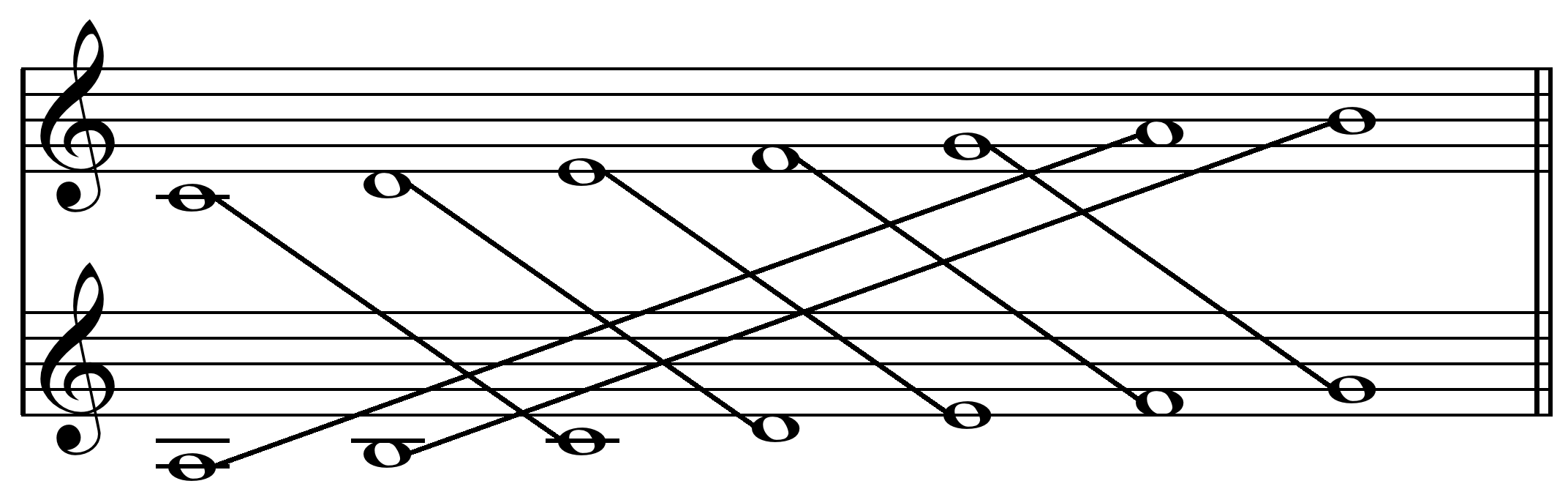
선으로 연결된 공유 음표가 있는 C와 A의 상대적 장조와 단조 음계다.

나란한조는 근친조 유형으로, 대부분의 전조가 발생하는 키 사이에서 임시표 차이가 전혀 발생하지 않기 때문이다. 나란한조는 정확히 동일한 음을 공유하므로 가장 밀접하게 관련돼 있다.  장조와 단조도 동일한 화음 모음을 공유한다. 모든 장조에서 음계의 제 1음 기반으로 하는 3화음은 장화음, 제 2음과 3음은 단화음, 4음과 5음은 장화음, 6음은 단화음, 4음은 감화음이 된다. 나란한조인 단조에서도 동일한 3화음이 적용된다. 이 때문에 특정 음악 작품이 장조인지 단조인지 판단하는 게 간혹 어려울 수 있다.

## 가락에 따른 구별
단조를 상대적 장조와 구별하기 위해 선율의 첫 번째 음표/화음을 볼 수 있다. 이는 일반적으로 으뜸음 또는 딸림음(제 5음)이다. 마지막 음표/코드도 강장제인 경향이 있다. "장 7도"는 또한 (장음계 대신) 단음계를 강력하게 나타낸다. 예를 들어 다장조와 가단조는 모두 조표가 없는 조성이지만 음표 G ♯ (가단조에서 7음을 반음 올린 음표)는 가락에서 자주 발생하며, 이 가락은 다장조 대신 가락단음계의 가단조일 가능성이 높다.

## 술어
독일어로 "나란한 조"라는 용어는 Paralleltonart 이고 같은으뜸조는 Varianttonart이다. 비슷한 용어가 대부분의 게르만어와 슬라브어에서 사용되지만 로망스어에서는 사용되지 않는다. 영어 사용 시 나란한조에서 파생된 코드를 나타내는 용어 같은으뜸조와 혼동해서는 안 된다.

## 같이 보기
- 반음계
- 모드(음악)